# Ligeophila rosea
Ligeophila rosea là một loài thực vật có hoa trong họ Lan. Loài này được (Lindl.) Garay mô tả khoa học đầu tiên năm 1977.